# Nicolas Leblanc
Nicolas Leblanc (6. prosince 1742, Ivoy-le-Pré – 16. ledna 1806, Saint-Denis) byl francouzský lékař a chemik, který objevil postup výroby sody z obyčejné soli.

## Život a kariéra
Narodil se jako syn malého úředníka v železárně. Otec již v roce 1751 zemřel a malý Nicolas byl poslán do Bourges k blízkému rodinnému příteli doktoru Bienovi, který se stal jeho poručníkem. Pod jeho vlivem rozhodl se Leblanc pro studium medicíny na École de chirurgie in Paris, kam byl přijat nedlouho předtím, než jeho poručník v roce 1759 zemřel. Školu dokončil a otevřel si lékařskou praxi.
V roce 1775 se oženil a po čtyřech letech se manželům narodilo první dítě. Když příjmy z jeho lékařské praxe nebyly pro zajištění rodiny dostatečné, přijal v roce 1780 postavení soukromého lékaře v rodině Ludvíka Filipa II., vévody orleánského.
V roce jeho sňatku (1775) vypsala Francouzská akademie věd cenu pro toho, kdo vynalezne postup výroby sody (nedostatkového uhličitanu sodného) z kuchyňské soli (z levného chloridu sodného). V roce 1791 získal Leblanc patentová práva (na 15 let) na postup výroby sody ze soli, kyseliny sírové, vápence (křídy) a dřevěného uhlí. S podporou (a s kapitálovou účastí) svého zaměstnavatele, který byl od doby francouzské revoluce nazýván Filip Egalité, vybudoval továrnu (nazvanou La Franciade), která produkovala 320 tun sody ročně.
O dva roky později (1793) však revoluční vláda Leblancovu továrnu zkonfiskovala a Leblancův podílník – Filip Egalité – byl 6. listopadu 1793 veřejně popraven gilotinou. Továrnu, která mezitím zpustla, vrátil Leblancovi teprve Napoleon v roce 1801. Soud také uznal své finanční závazky francouzského státu vůči Leblancovi, avšak v tak malé výši, že to nestačilo na dluhy, natož na obnovení provozu továrny. Zlomený zakladatel chemického průmyslu skončil v chudobinci, kde se jako 63letý zastřelil.
Zůstala po něm výroba sody, která proměnila dějiny: mýdlo přestalo být luxusním zbožím a vytvořilo podmínky pro vyšší úroveň hygieny. Výroba spotřebního skla, včetně optického skla pro brýle a dalekohledy, se výrazně zlevnila. Teprve od 70. let 19. století byla Leblancova technologie nahrazována Solvayovým postupem.